# Рыбушка
Рыбушка — село в Гагаринском районе Саратовской области России. С апреля 2021 года входит в состав городского округа Саратова.

## Название
Название села — Рыбушка — дано по аналогии с населенным пунктом на Украине, близ Белой Церкви, откуда и были переселены крепостные крестьяне.

## История
Слобода Рыбушка, изначально Алексеевская, позже по престолу церкви Рождественское, была основана примерно в середине XVIII столетия. В качестве наиболее ранней даты образования Рыбушки в литературе упоминается 1724 год. Местность эта была подарена помещику Кочубею. Кочубей переселил на эти земли своих крепостных из Украины, проживавших в сёлах близ города Белая Церковь. В 1761 году было построено здание первой православной церкви, освящённой во имя Рождества Христова.
В 1820-х годах была выстроена новая каменная Христорождественская церковь на средства Марии Васильевны Кочубей. С 1852 года по воскресеньям здесь стали проводиться базары, на которых в летний период съезжалось до 300 сторонних батраков, искавших работу у зажиточных крестьян. В 1865 году в селе начала работу земская школа, а в 1883 году была открыта лечебница на три койки. В 1888 году открылась школа грамоты при церкви. В 1891 году было сооружено одноэтажное здание земской школы.
В начале XX века в Рыбушке проживало около пяти тысяч человек, работали школа, почтово-телеграфное отделение, больница, еженедельные базары и волостное правление Рыбушанской волости Саратовского уезда. В годы Первой мировой войны населённый пункт принял около сотни беженцев из прифронтовых регионов.
В 1929 году открылась школа колхозной молодёжи, которую в 1935 году стала средней школой, а в 1942 году была преобразована в семилетку. Церковь была закрыта в период богоборческих кампаний и впоследствии разрушена. 209 жителей Рыбушки погибли в боях на фронтах Великой Отечественной войны.
В позднее советское время село было центром Рыбушанского сельсовета и центральной усадьбой колхоза имени XIX съезда КПСС.

## Физико-географическая характеристика
Село расположено в юго-западной части Саратовского района, на берегу реки Карамыш. Расстояние до областного центра составляет 50 км. С областным центром Рыбушка связана автодорогой с твёрдым покрытием. Налажено автобусное сообщение.
| С-З | Аткарск ~ 121 км Ртищево ~ 225 км         | Петровск ~ 144 км Пенза ~ 266 км    | Саратов ~ 55 км Хвалынск ~ 280 км Сызрань ~ 356 км | С-В |
| З   | Балашов ~ 231 км Воронеж ~ 531 км         | Роза ветров                         | Ершов ~ 269 км Озинки ~ 387 км                     | В   |
| Ю-З | Жирновск ~ 205 км Ростов-на-Дону ~ 857 км | Волгоград ~ 372 км Камышин ~ 188 км | Новоузенск ~ 301 км                                | Ю-В |

Климат
Климат в селе умеренно холодный. Наблюдается большое количество осадков, даже в самый засушливый месяц (согласно классификации климатов Кёппена — Dfa). Среднегодовая температура в Рыбушке — 5,8 °C. Среднегодовая норма осадков — 426 мм. Наименьшее количество осадков выпадает в марте и составляет 21 мм. Наибольшее количество осадков выпадает в июне, в среднем 47 мм.
| Показатель                          | Янв.  | Фев.  | Март | Апр. | Май  | Июнь | Июль | Авг. | Сен. | Окт. | Нояб. | Дек. | Год |
| ----------------------------------- | ----- | ----- | ---- | ---- | ---- | ---- | ---- | ---- | ---- | ---- | ----- | ---- | --- |
| Средняя температура, °C             | −10,8 | −10,4 | −4,5 | 7,6  | 15,3 | 19,7 | 21,5 | 20,1 | 13,9 | 5,9  | −1,8  | −7,1 | 5,8 |
| Норма осадков, мм                   | 34    | 23    | 21   | 27   | 37   | 47   | 46   | 44   | 41   | 33   | 39    | 34   | 426 |
| Источник: Рыбушка (норма 1982-2012) |       |       |      |      |      |      |      |      |      |      |       |      |     |

Село Рыбушка, как и вся Саратовская область, находится в часовой зоне МСК+1. Смещение применяемого времени относительно UTC составляет +4:00.
Уличная сеть
В Рыбушке расположены четырнадцать улиц и пять переулков. Также к населённому пункту относятся территории десяти садовых некоммерческих товариществ и две производственные территории.

## Население
| 2002 | 2010  |
| ---- | ----- |
| 1356 | ↘1283 |

В селе проживает:
| Численность по годам | Численность (чел.) | Количество домовладений |
| -------------------- | ------------------ | ----------------------- |
| 2016 год             | 1166               | 504                     |
| 2017 год             | 1236               | 504                     |
| 2018 год             | 1300               | 504                     |
| 2019 год             | 1300               | 448                     |

## Инфраструктура
На территории населённого пункта свою деятельность осуществляют:
- общеобразовательная школа, обучение в которой проходят 145 учащихся (учебный год 2019/2020)[12].
- детский сад «Светлячок»[13],
- дом культуры,
- филиал Детской школы искусств № 1[14],
- библиотека, книжный фонд которой составляет 6157 экземпляров, оформлена подписка на 21 наименование периодических изданий. Пользуются учреждением 500 человек[15];
- амбулатория[16].

В селе работают предприятия розничной торговли, одно почтовое отделение, одно передвижное отделение Сбербанка и аптека. Село газифицировано, имеется центральный водопровод. Установлены и действуют детская и спортивная площадки.
Вблизи села Рыбушки свою работу ведут несколько крестьянско-фермерских хозяйства. Занимаются возделыванием земельных угодий, растениеводством.

## Достопримечательности
- На территории населённого пункта установлен мемориальный комплекс о погибшим воинам в годы Великой Отечественной войны.
- В селе установлен бюст В. И. Ленину.
- Среди сохранившихся в Рыбушке дореволюционных построек наиболее интересными являются современное здание администрации и заброшенное строение земского училище;
- Новый Христорождественский Храм. 10 мая 2006 года был совершён Чин Великого освящения нижнего храма во имя Космы Саратовского[18].
- Пруд Рыбушка, который расположен в северо-восточной части села. Отличная рыбалка и место отдыха[19].

## Транспорт
В Рыбушку можно добраться на маршруте общественного транспорта 285 со Стадиона «Волга», ежедневно организовано до трёх рейсов.

## Люди, связанные с селом
В селе родились:
- Митряков Алексей Васильевич (1920—2000) — Герой Советского Союза.
- Нестеренко, Алексей Иванович.
- Южилин Александр Григорьевич (1917—1976) — Герой Советского Союза.

## Фотогалерея

### Село на фотографиях

Виды села
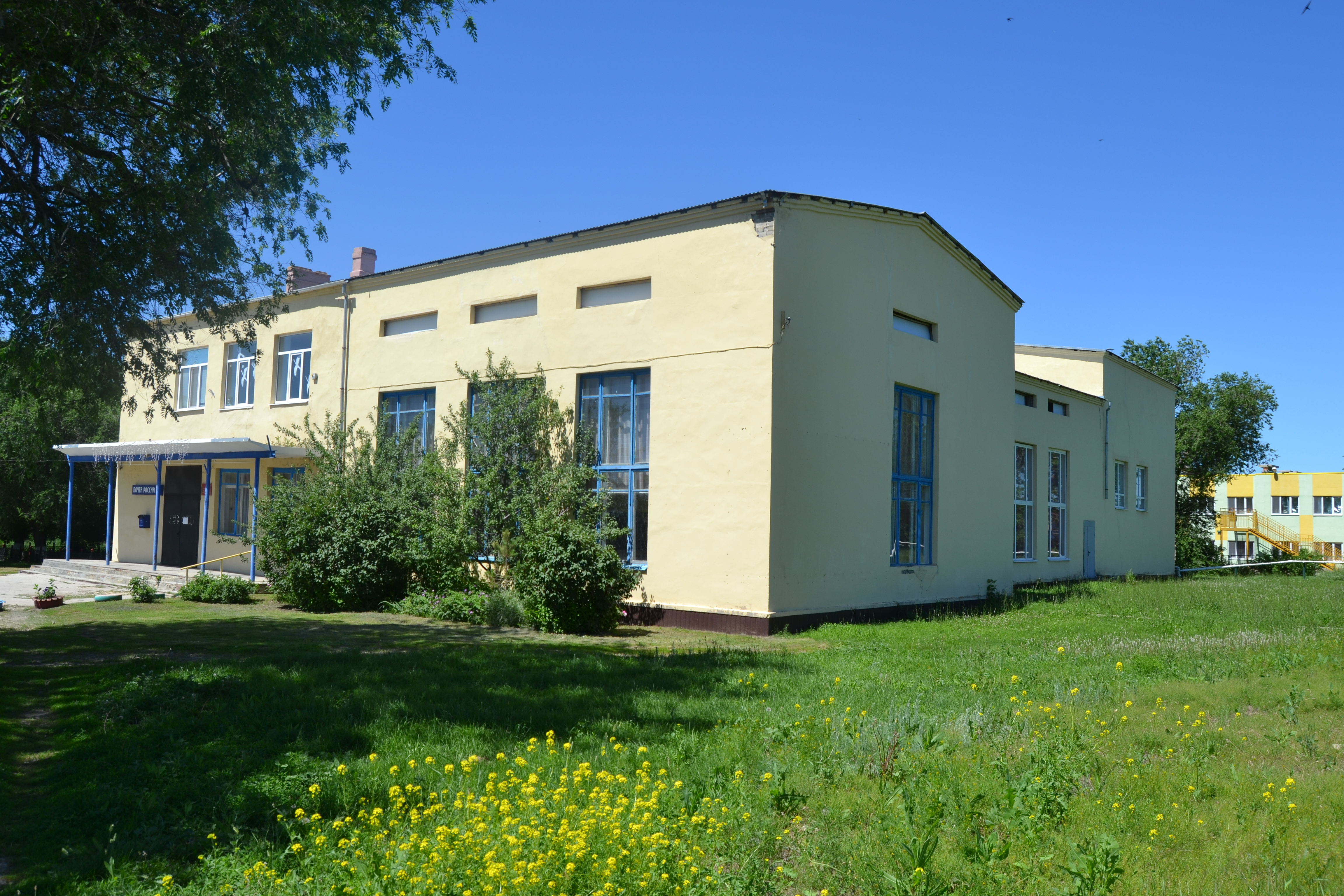
Дом культуры
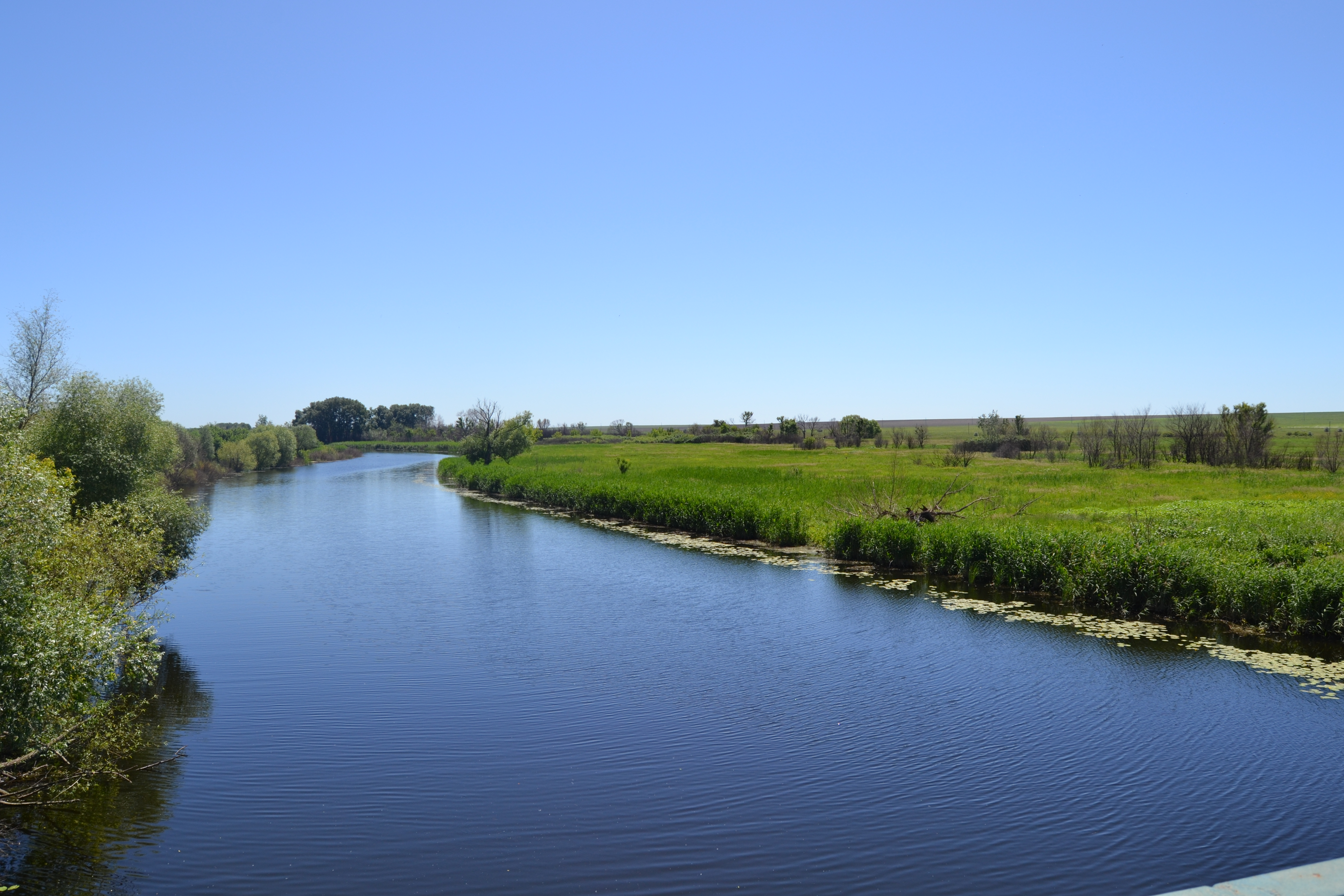
Река Карамыш
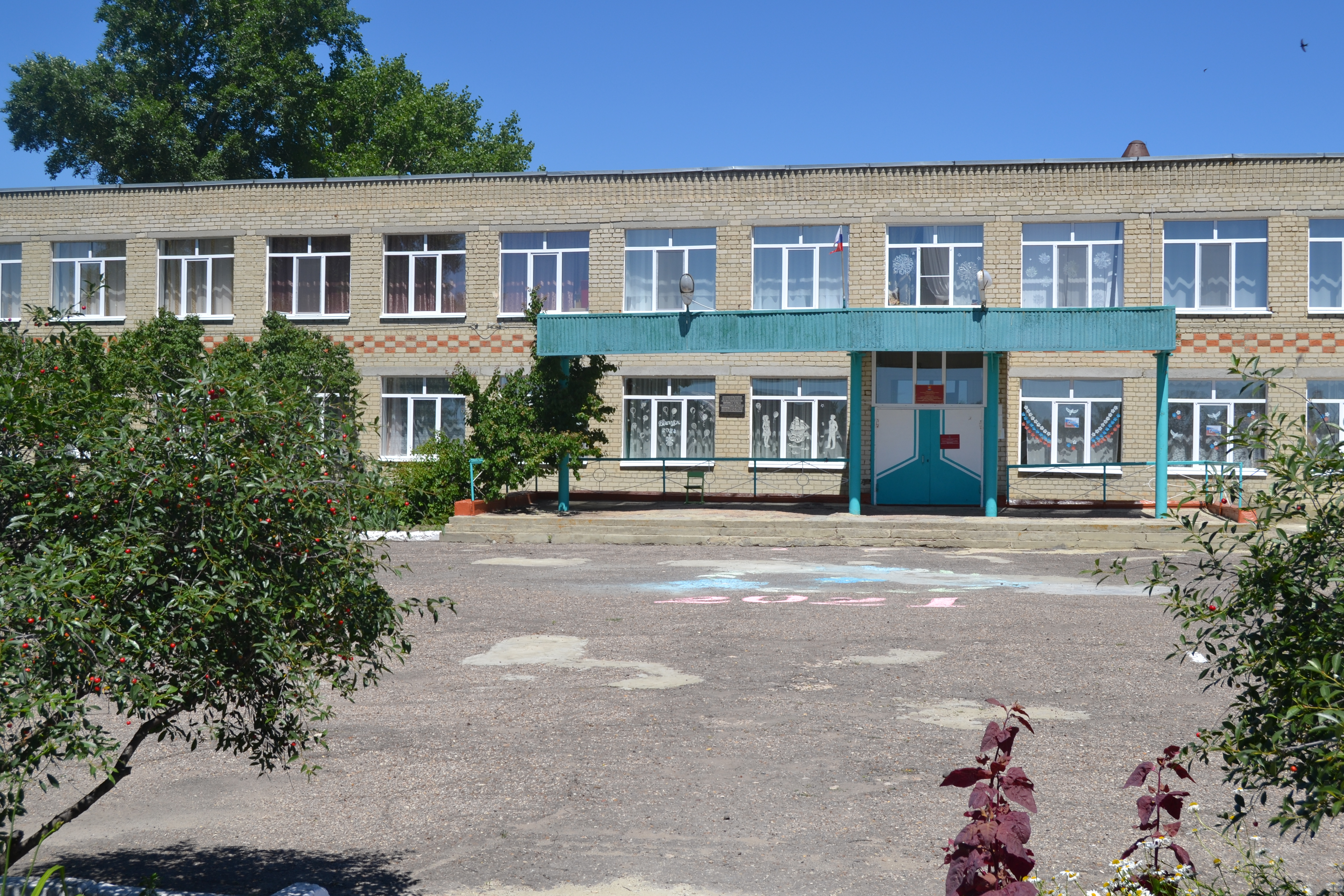
Школа
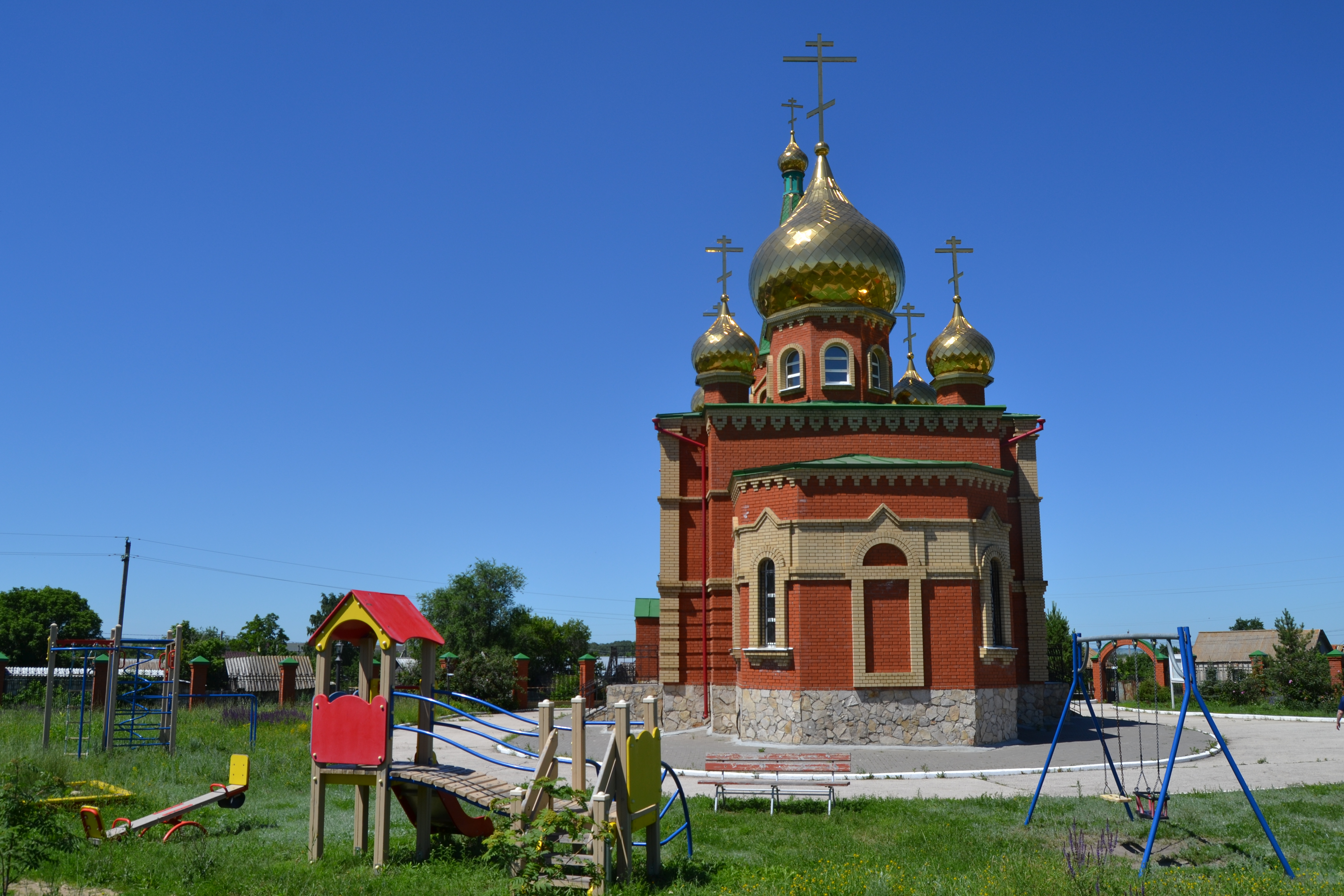
Площадка у Храма
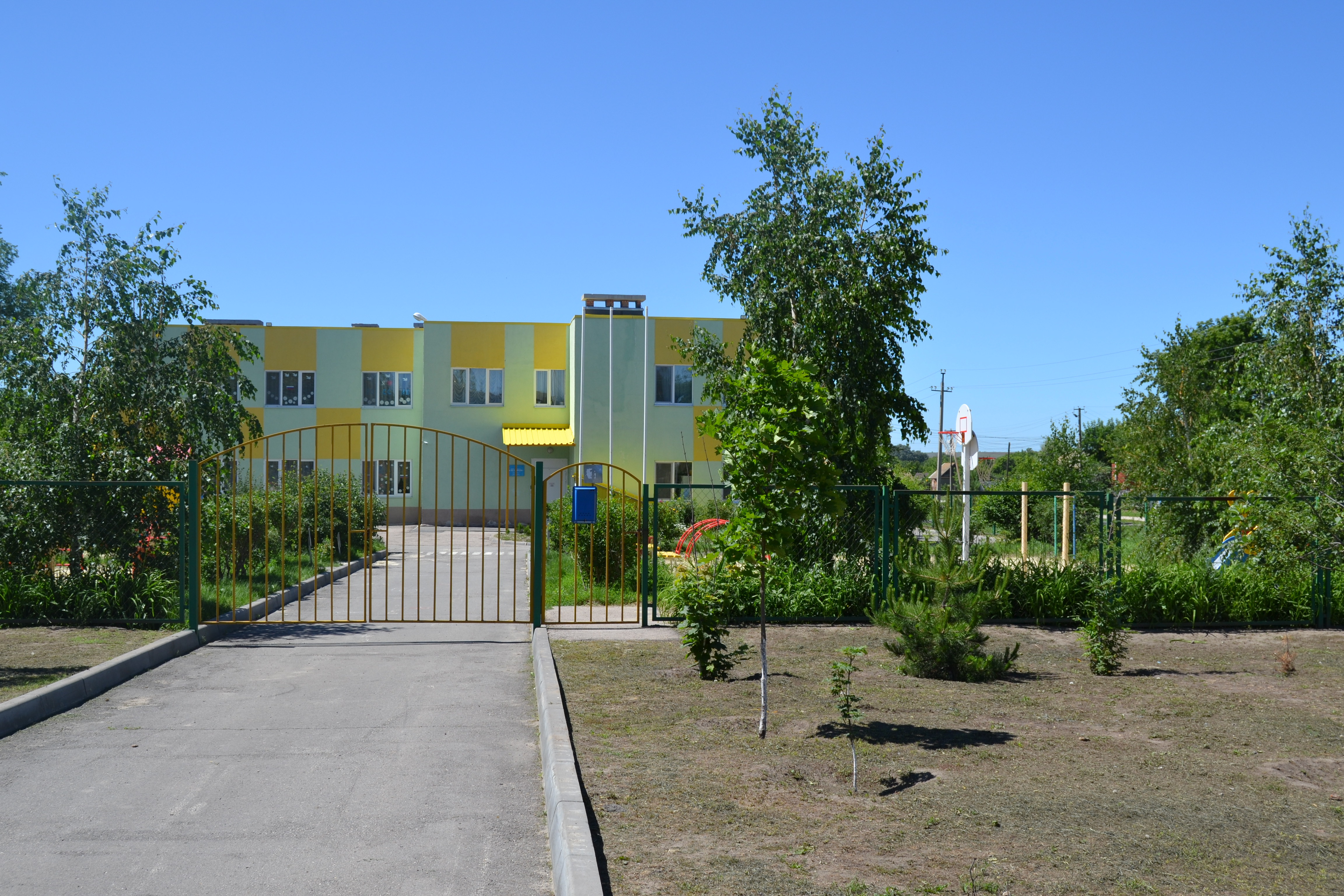
Детский сад

### Достопримечательности села

Достопримечательности села
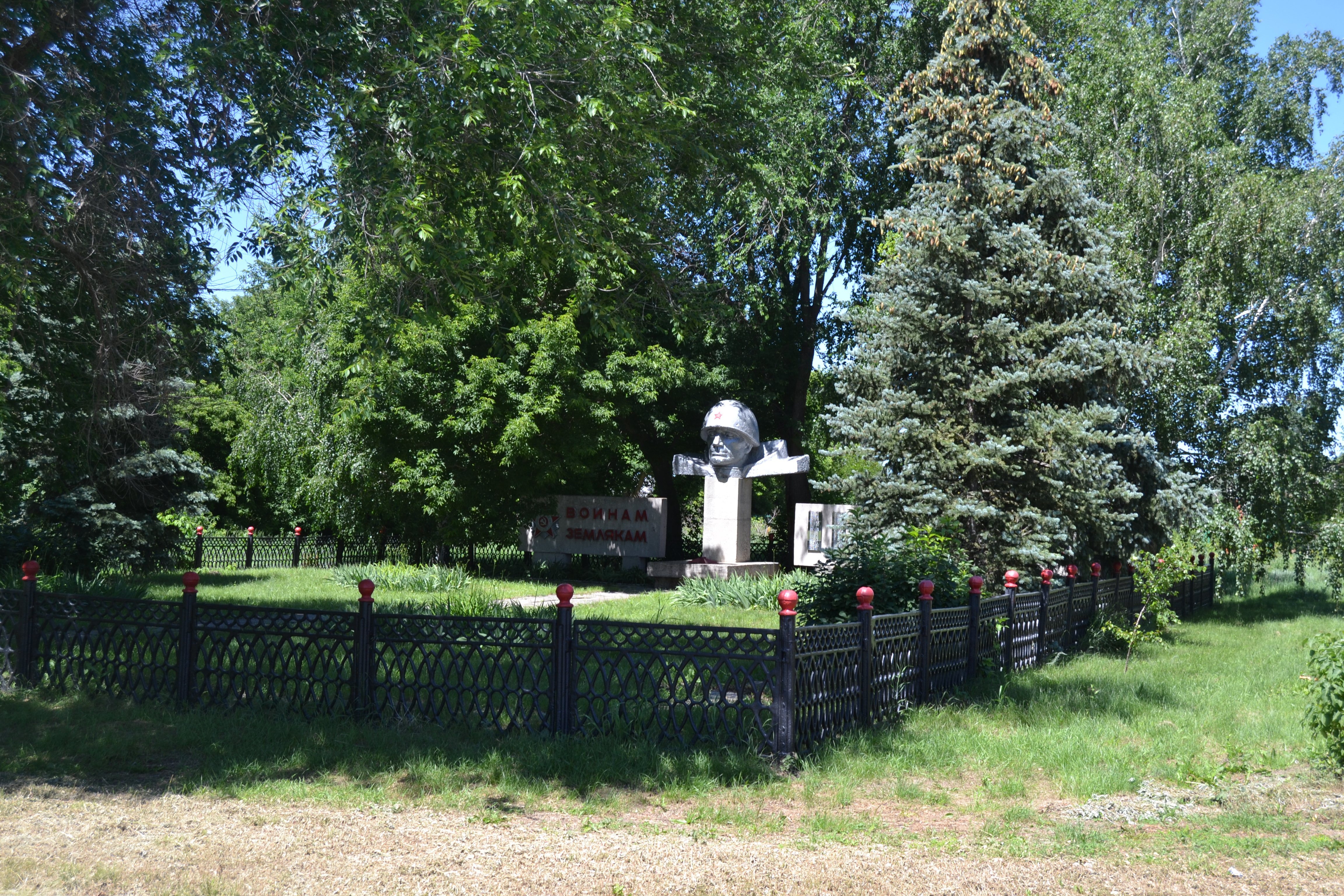
Мемориальный комплекс
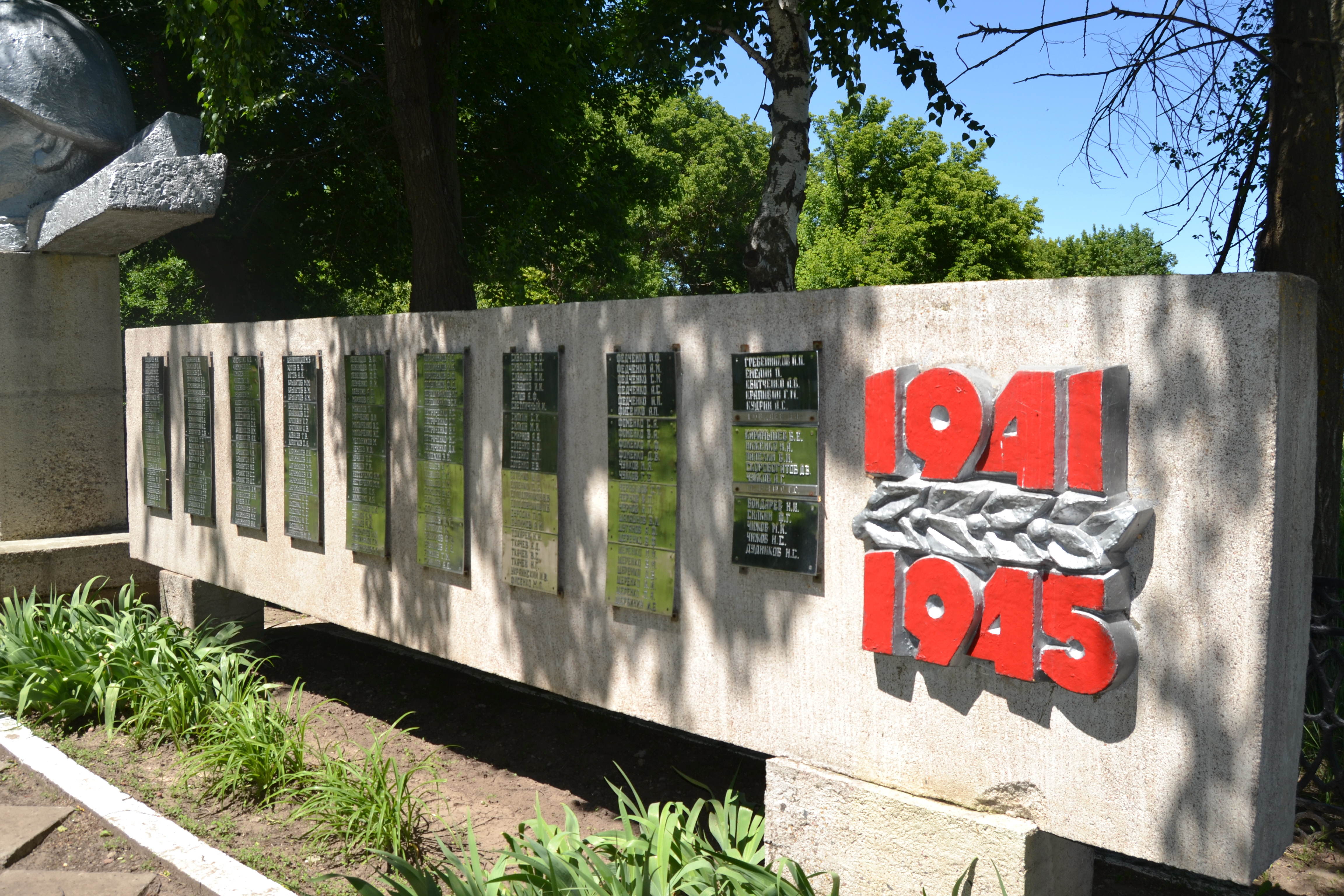
Списки земляков
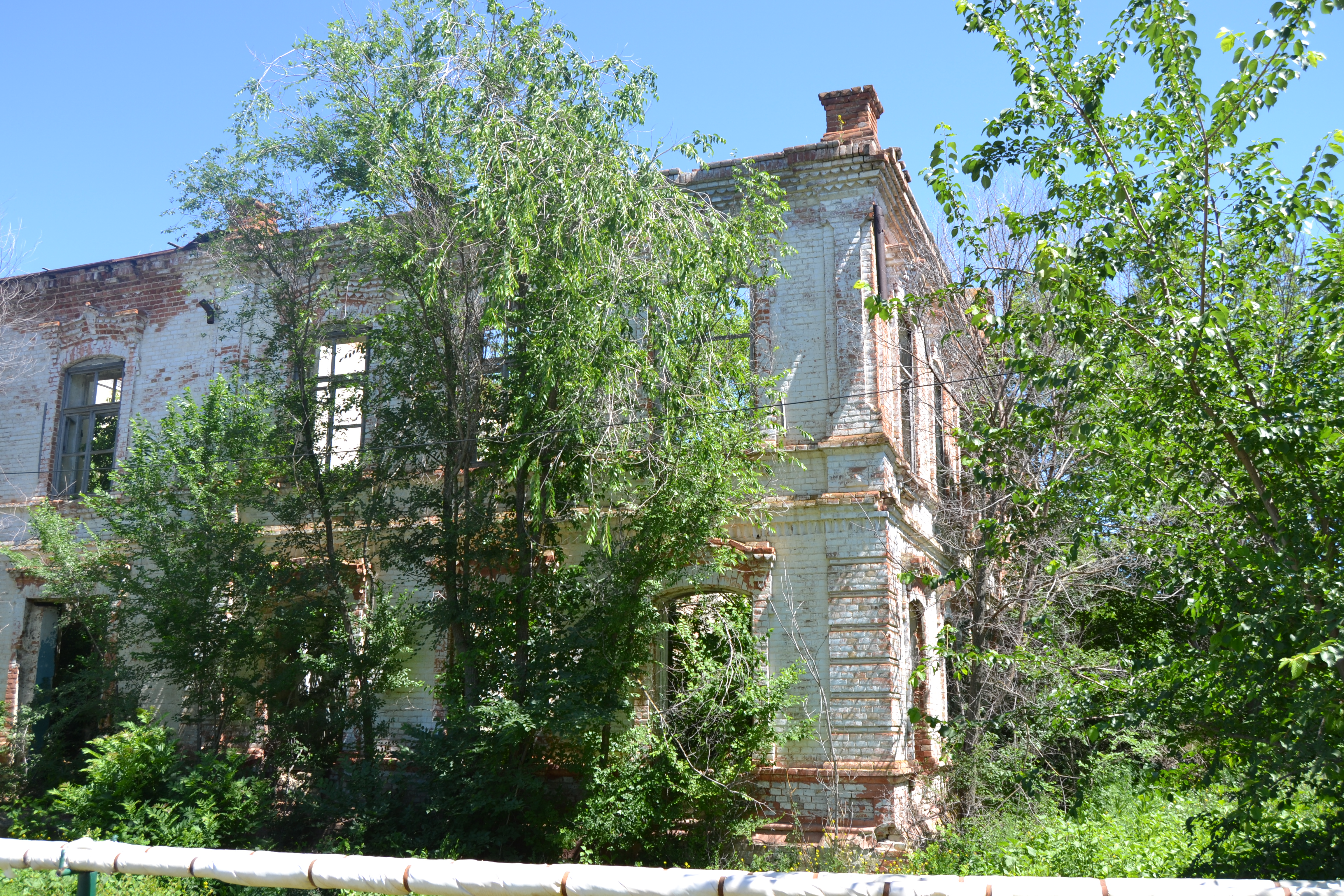
Земское училище
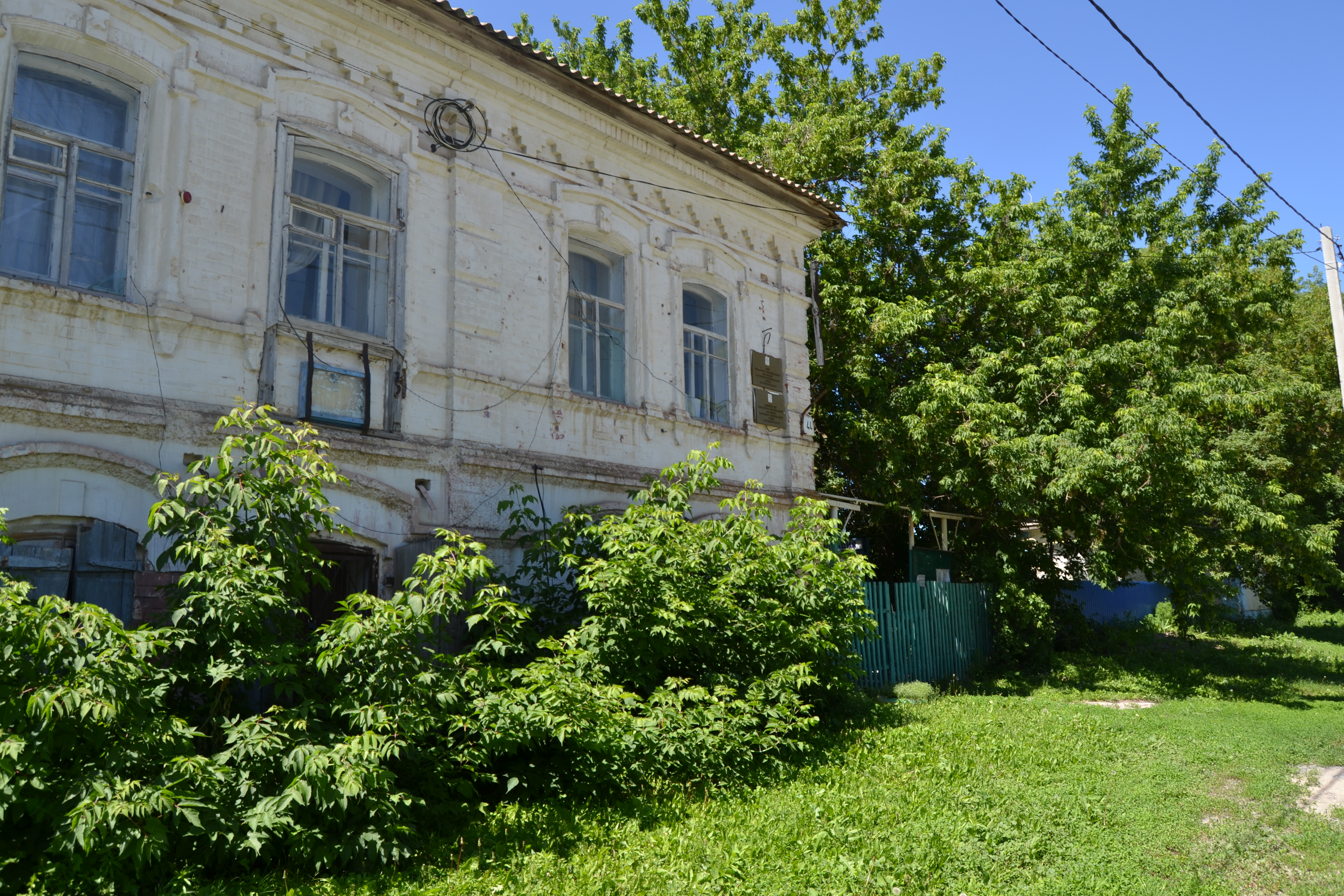
Здание администрации

### Быт села

Быт села
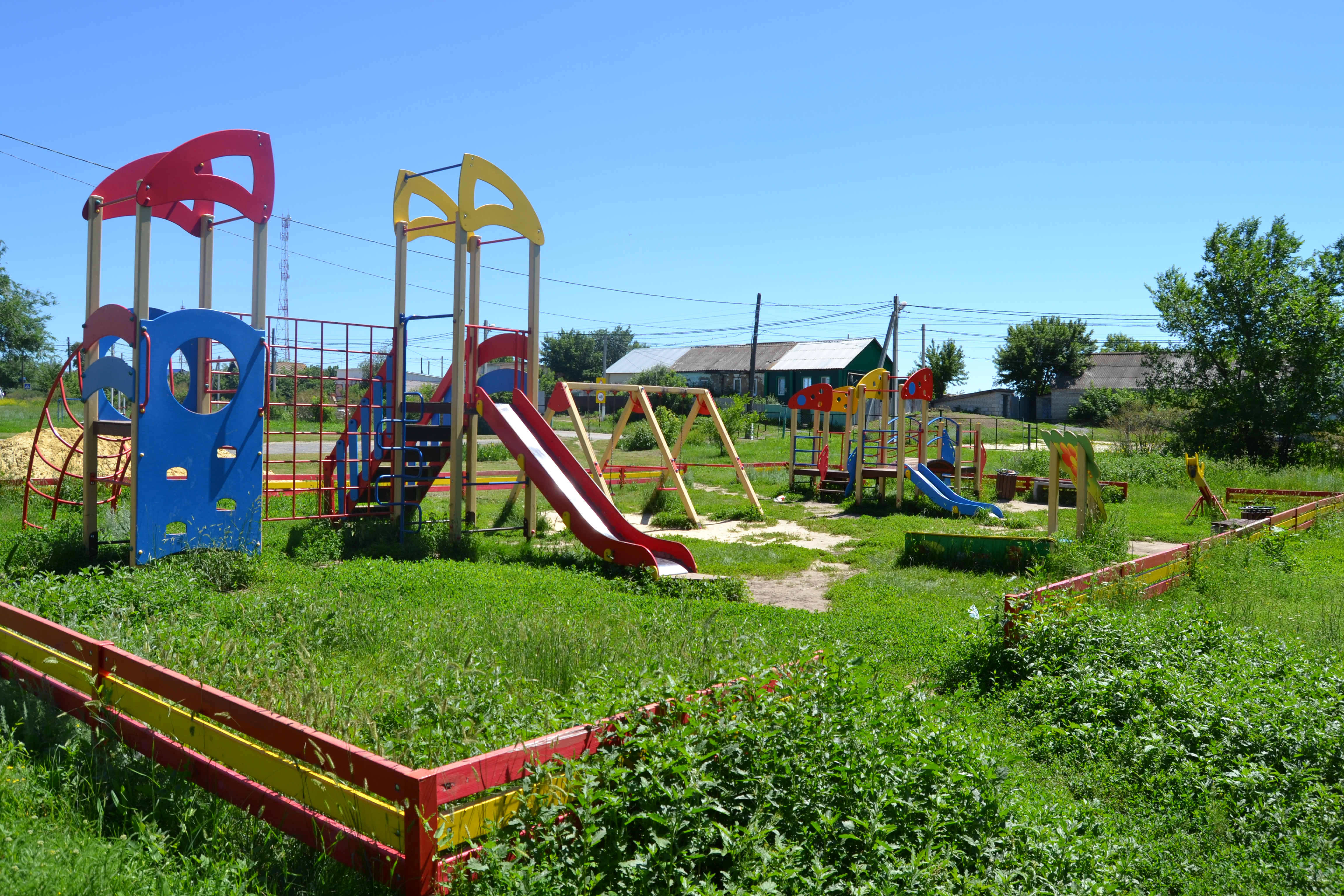
Детская площадка
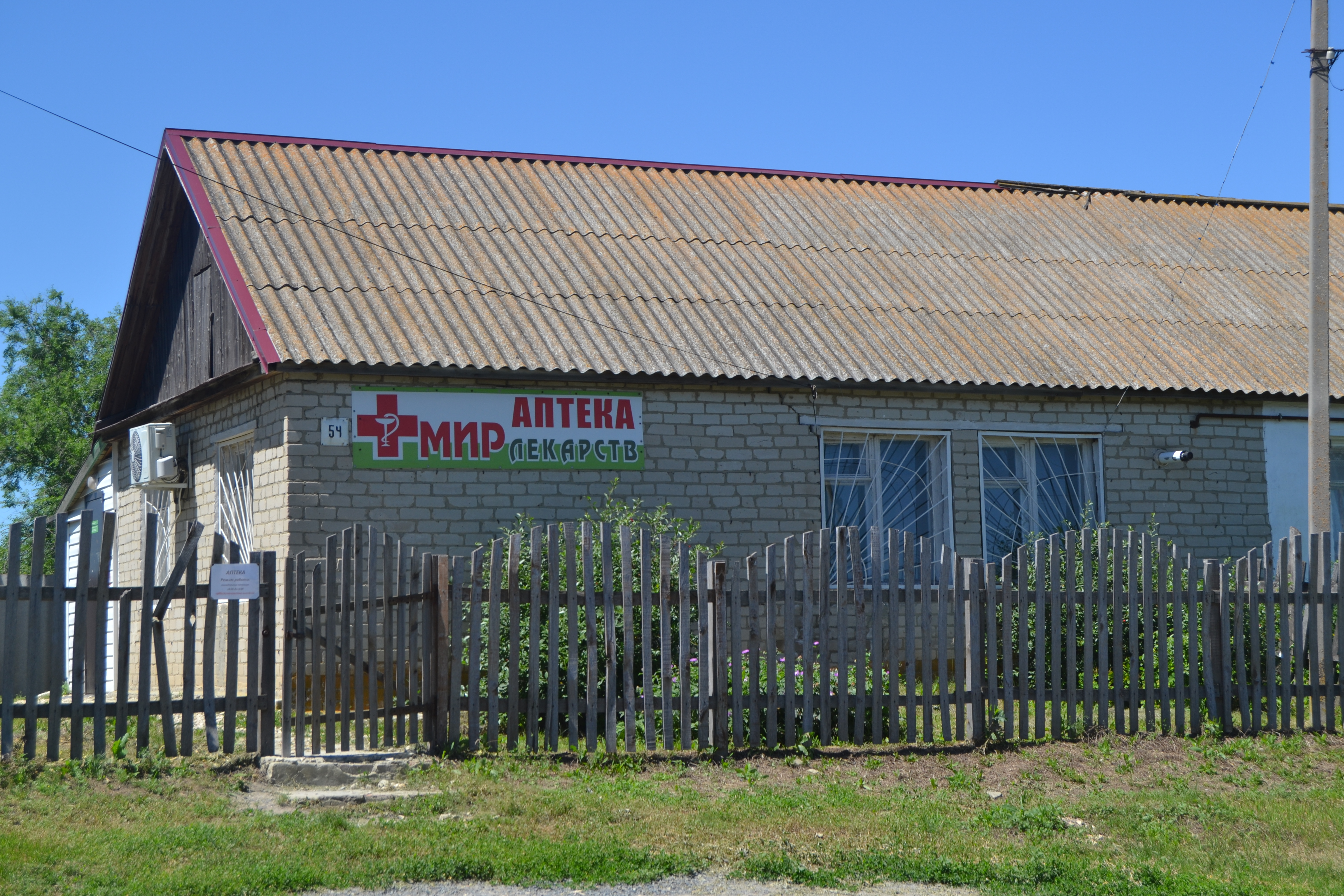
Аптека
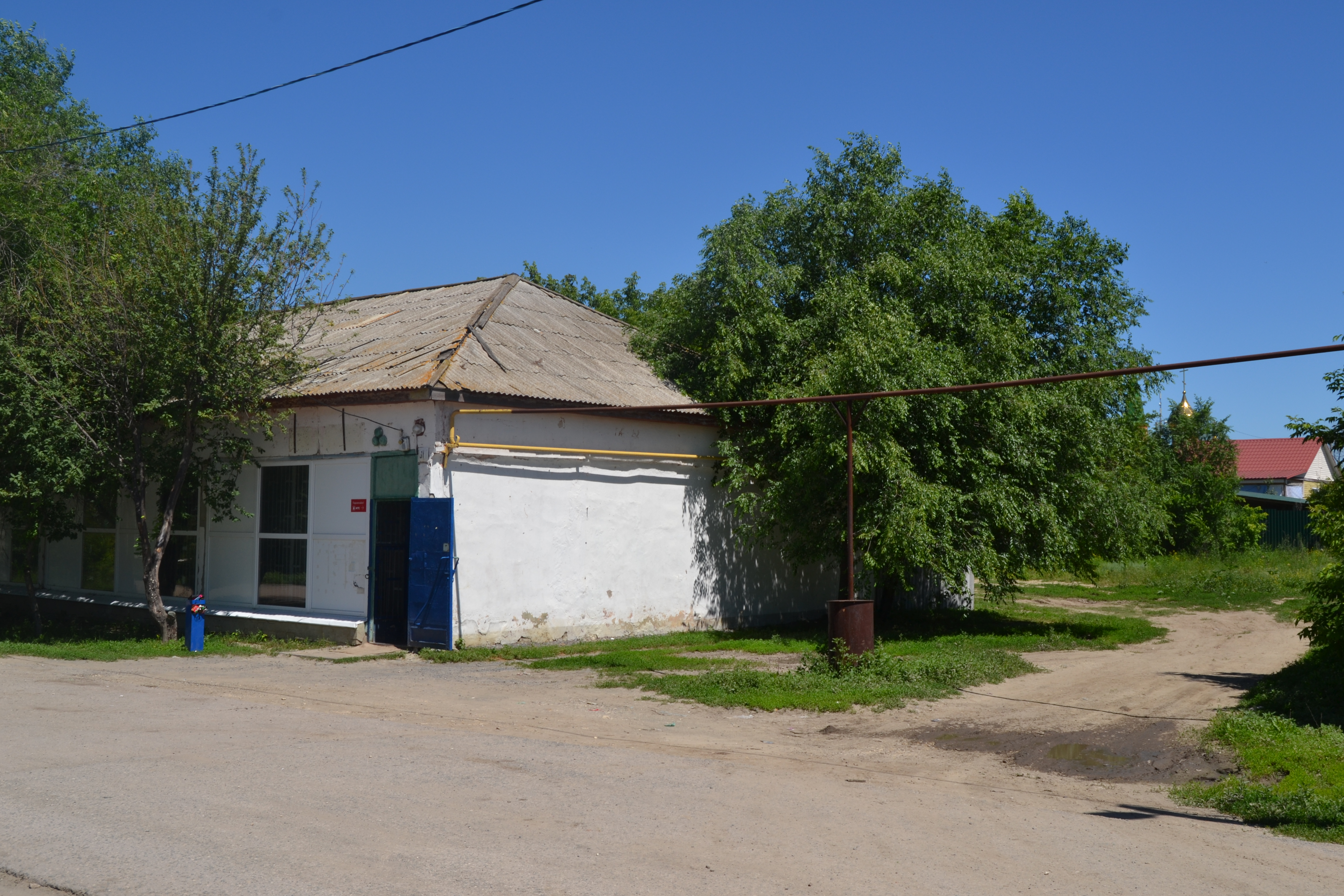
Сельский магазин
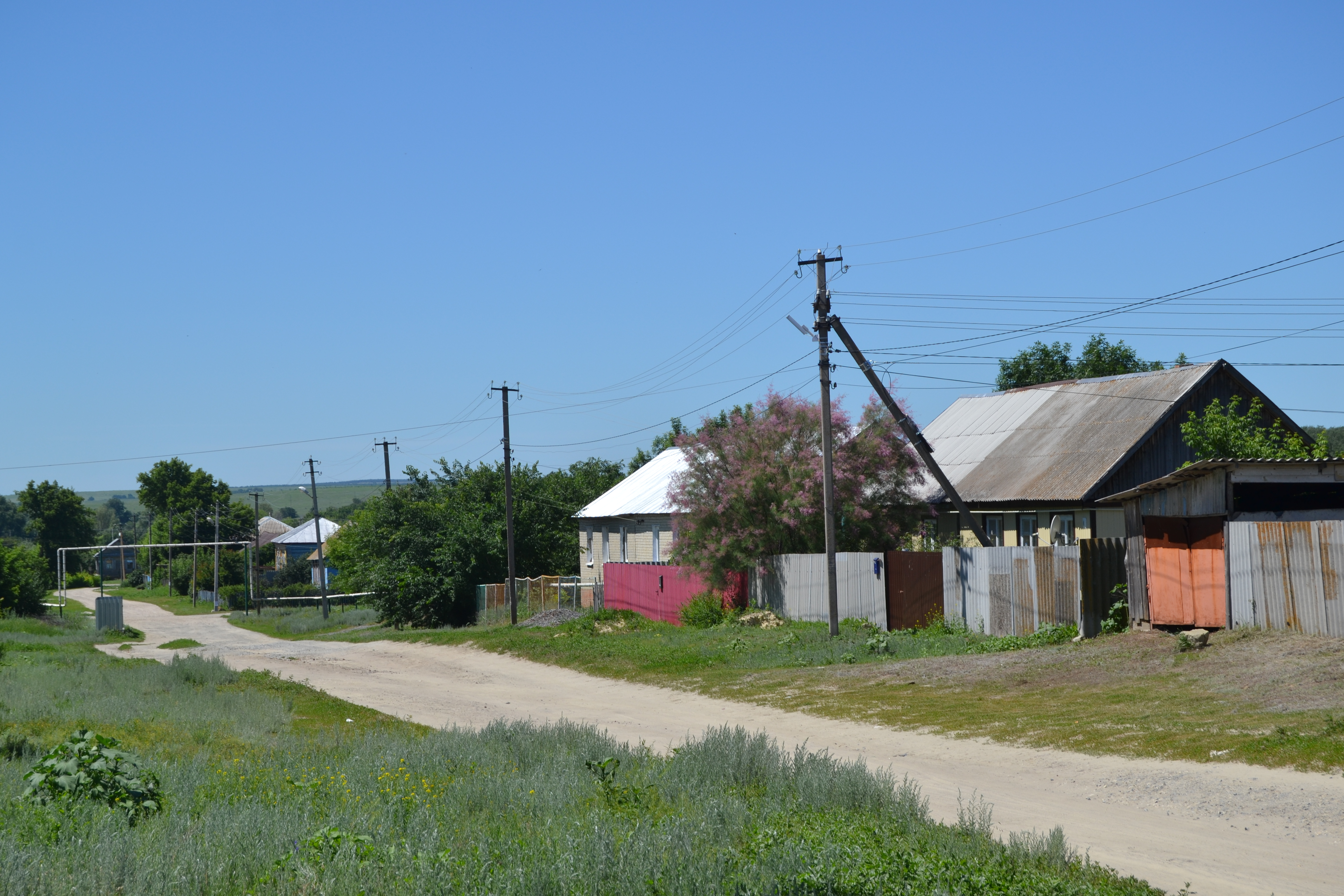
Улица Парковая
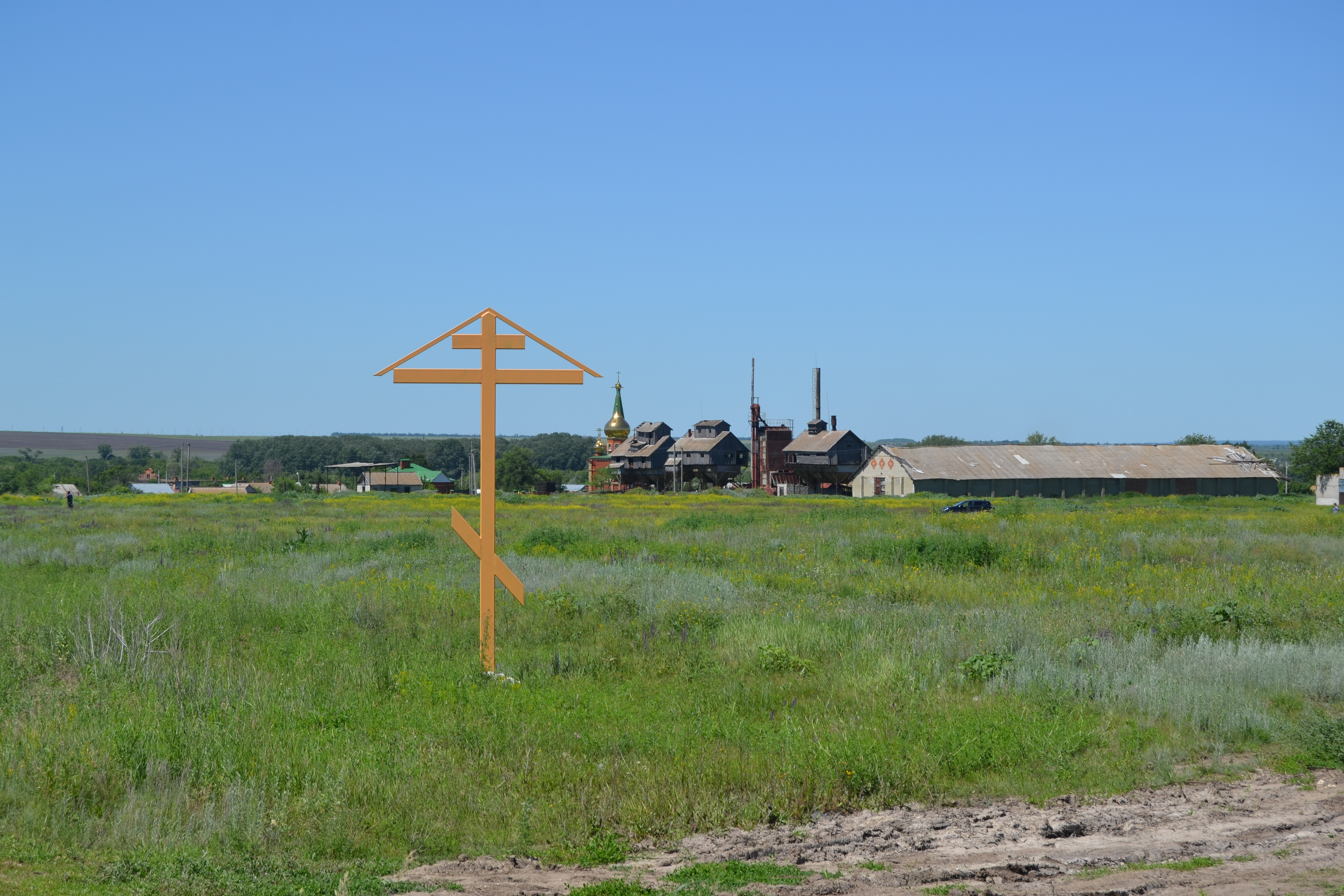
Поклонный крест